# Острови Кука на літніх Олімпійських іграх 2024
Острови Кука брали участь у літніх Олімпійських іграх 2024 в Парижі, які тривали з 26 липня по 11 серпня 2024 року. Ця Олімпіада стала десятою, в якій брали участь спортсмени з Островів Кука.

## Спортсмени
Країну на Олімпійських іграх 2024 року представляли бігун Алекс Беддаз та плавчиня Ленігей Конноллі. Алекс Беддазз як легкоатлет із Островів Кука мав брати участь у змаганнях на Олімпіаді після отримання прямого універсального місця в чоловічих змаганнях з бігу на 800 метрів. Однак він знявся ще до забігу через травму.
Ленігей Конноллі брала участь у змаганнях з плавання на 100 метрів брасом серед жінок. Вона з часом 1 хв і 10,45 сек показала загалом 32-ий результат у попередніх запливах, та не вийшла до півфінального запливу.